# Символы Кристоффеля
Си́мволы Кристо́ффеля (или кристоффели) — коэффициенты координатного выражения аффинной связности, в частности, связности Леви-Чивиты.
Названы в честь Эльвина Бруно Кристоффеля.
Используются в дифференциальной геометрии, общей теории относительности и близких к ней теориях гравитации. Появляются в координатном выражении тензора кривизны.
При этом сами символы тензорами не являются.
Обычно обозначаются {\displaystyle \Gamma _{ij}^{k}}; иногда, следуя первоначальному обозначению Кристоффеля, используется символ {\displaystyle \{{\begin{smallmatrix}k\\ij\end{smallmatrix}}\}.}
Ниже используется правило суммирования Эйнштейна, то есть по повторяющимся верхнему и нижнему индексам подразумевается суммирование.

## История
Символы впервые появились в статье Кристоффеля «О преобразовании однородных дифференциальных выражений второй степени» (нем. Über die Transformation der homogenen Differentialausdrücke zweiten Grades — J. fur Math., № 70, 1869). В ней автор рассмотрел условия совпадения римановой геометрии, определяемой двумя различными метрическими формами. Независимо от Кристоффеля аналогичную задачу решил Рудольф Липшиц, чья статья появилась годом позже.

## Элементарное понятие о символах Кристоффеля

### Введение
Наглядное представление о символах Кристоффеля можно получить на примере полярной системы координат.
В этой системе координатами точки являются расстояние
{\displaystyle {r}} от неё до полюса и угол {\displaystyle \varphi } направления от полярной оси.
Координатами вектора, как и в прямоугольной системе координат, следует считать дифференциалы (бесконечно малые приращения) этих величин: {\displaystyle ({\rm {d}}r,\,{\rm {d}}\varphi )}.
Пусть есть вектор {\displaystyle {\boldsymbol {A}}} с компонентами {\displaystyle (a,\,\alpha )}, где {\displaystyle a} имеет геометрический смысл проекции вектора {\displaystyle {\boldsymbol {A}}} на радиальный луч (проходящий через начало вектора), а {\displaystyle \alpha } — угол, под которым вектор виден из полюса. В прямоугольной системе координат компоненты вектора не меняются при параллельном переносе. В полярной системе координат это не так (см. рис 1 и 2).
Символы Кристоффеля как раз и выражают изменение компонент вектора при его параллельном переносе.

### Параллельный перенос вдоль координатных линий
При смещении вектора вдоль радиального луча на расстояние {\displaystyle {\rm {d}}r}, его компонента {\displaystyle a}, очевидно, не меняется, но вторая его координата ({\displaystyle \alpha }) уменьшается (рис. 1).
Величина вектора {\displaystyle |A|^{2}=a^{2}+r^{2}\alpha ^{2}} остаётся неизменной, поэтому {\displaystyle a^{2}+(r+{\rm {d}}r)^{2}(\alpha +{\rm {d}}\alpha )^{2}=a^{2}+r^{2}\alpha ^{2}}.
Отсюда получается (пренебрежением величинами второго и большего порядков малости):
При параллельном переносе вдоль дуги меняются обе
координаты {\displaystyle a} и {\displaystyle \alpha } (рис. 2).
Очевидно, {\displaystyle \alpha ={\frac {A}{r}}\sin \lambda }, {\displaystyle a=A\cos \lambda },
и {\displaystyle {\rm {d}}\lambda =-{\rm {d}}\varphi } поэтому:
Кроме этого, так как {\displaystyle a=A\cos \lambda }, {\displaystyle {\rm {d}}\lambda =-{\rm {d}}\varphi },
и {\displaystyle A\sin \lambda =r\alpha }, то

### Параллельный перенос в произвольном направлении
При произвольном малом смещении вектора (когда меняются и {\displaystyle r}, и {\displaystyle \varphi }) изменения компонент надо складывать:
Полученные выражения
имеют общую структуру: изменение компонент вектора пропорционально всем компонентам вектора и пропорционально величине сдвига вектора.
Коэффициенты пропорциональности (без общего минуса) и называются символами Кристоффеля.
В более общих обозначениях
{\displaystyle x^{1}=r}, {\displaystyle x^{2}=\varphi }, {\displaystyle {A^{1}=a}} и {\displaystyle A^{2}=\alpha } можно записать (имея в виду сумму по повторяющимся индексам):
Здесь символы Кристоффеля {\displaystyle {\Gamma _{22}^{1}=-r}}, {\displaystyle \Gamma _{12}^{2}=\Gamma _{21}^{2}=1/r}, а все остальные равны нулю.
В прямоугольной системе координат все символы Кристоффеля равны нулю, так как компоненты вектора не изменяются при параллельном переносе. Из этого можно сделать вывод, что символы Кристоффеля не образуют тензор: если тензор равен нулю в какой-либо системе координат, то он равен нулю во всех остальных системах координат.

## Символы Кристоффеля первого и второго рода
Символы Кристоффеля второго рода {\displaystyle \Gamma _{ij}^{k}} можно определить как коэффициенты разложения ковариантной производной координатных векторов {\displaystyle \partial _{i}={\frac {\partial }{\partial x^{i}}}} по базису:
{\displaystyle \nabla _{\partial _{j}}\partial _{i}=\Gamma _{ij}^{k}\partial _{k}.}
Символы Кристоффеля первого рода {\displaystyle \Gamma _{n,ij}^{}}:
{\displaystyle \Gamma _{n,ij}=g_{kn}\Gamma _{ij}^{k}={\tfrac {1}{2}}\left({\frac {\partial g_{in}}{\partial x^{j}}}+{\frac {\partial g_{jn}}{\partial x^{i}}}-{\frac {\partial g_{ij}}{\partial x^{n}}}\right).}

## Выражение через метрический тензор
Символы Кристоффеля связности Леви-Чивиты для карты {\displaystyle x^{i}} могут быть определены из отсутствия кручения, то есть,
{\displaystyle \Gamma ^{i}{}_{jk}=\Gamma ^{i}{}_{kj},}
и того условия, что ковариантная производная метрического тензора {\displaystyle g_{ik}} равна нулю:
{\displaystyle 0=\nabla _{\ell }g_{ik}={\frac {\partial g_{ik}}{\partial x^{\ell }}}-g_{mk}\Gamma ^{m}{}_{i\ell }-g_{im}\Gamma ^{m}{}_{k\ell }.}
Для сокращения записи символ набла {\displaystyle \nabla } и символы частных производных часто опускаются, вместо них перед индексом, по которому производится дифференцирование, ставится точка с запятой «;» в случае ковариантной и запятая «,» в случае частной производной. Таким образом, выражение выше можно также записать как
{\displaystyle 0=g_{ik;\ell }=g_{ik,\ell }-g_{mk}\Gamma ^{m}{}_{i\ell }-g_{im}\Gamma ^{m}{}_{k\ell }.}
Явные выражения для символов Кристоффеля второго рода получаются, если сложить это уравнение и другие два уравнения, которые получаются циклической перестановкой индексов:
{\displaystyle \Gamma ^{i}{}_{k\ell }={\frac {1}{2}}g^{im}\left({\frac {\partial g_{mk}}{\partial x^{\ell }}}+{\frac {\partial g_{m\ell }}{\partial x^{k}}}-{\frac {\partial g_{k\ell }}{\partial x^{m}}}\right)={\frac {1}{2}}g^{im}(g_{mk,\ell }+g_{m\ell ,k}-g_{k\ell ,m}),}
где {\displaystyle g^{ij}} — контравариантное представление метрики, которое есть матрица, обратная к {\displaystyle g_{ij}}, находится путём решения системы линейных уравнений {\displaystyle g^{ij}g_{jk}=\delta _{k}^{i}}.

## Инвариантные обозначения
Инвариантные обозначения для связности абстрагируются от конкретной системы координат и поэтому более предпочтительны при доказательстве математических теорем.
Пусть X и Y — векторные поля с компонентами {\displaystyle X^{i}} и {\displaystyle Y^{k}}. Тогда k-я компонента ковариантной производной поля Y по отношению к X задается выражением
{\displaystyle \left(\nabla _{X}Y\right)^{k}=X^{i}\nabla _{i}Y^{k}=X^{i}\left({\frac {\partial Y^{k}}{\partial x^{i}}}+\Gamma ^{k}{}_{im}Y^{m}\right).}
Условие отсутствия кручения у связности:
{\displaystyle \nabla _{X}Y-\nabla _{Y}X=[X,Y]}
эквивалентно симметричности символов Кристоффеля по двум нижним индексам:
{\displaystyle \Gamma ^{i}{}_{jk}=\Gamma ^{i}{}_{kj}.}

## Замена координат
Несмотря на то, что символы Кристоффеля записываются в тех же обозначениях, что и компоненты тензоров, они не являются тензорами, потому что не преобразуются как тензоры при переходе в новую систему координат. В частности, выбором координат в окрестности любой точки символы Кристоффеля могут быть локально сделаны равными нулю (или обратно ненулевыми), что невозможно для тензора.
При замене переменных {\displaystyle (x^{1},\dots ,x^{n})\ } на {\displaystyle (y^{1},\dots ,y^{n})} базисные векторы преобразуются ковариантно:
{\displaystyle {\frac {\partial }{\partial y^{i}}}={\frac {\partial x^{k}}{\partial y^{i}}}{\frac {\partial }{\partial x^{k}}},}
откуда следует формула преобразования символов Кристоффеля:
{\displaystyle {{\bar {\Gamma }}^{k}{}_{ij}}={\frac {\partial x^{p}}{\partial y^{i}}}\,{\frac {\partial x^{q}}{\partial y^{j}}}\,\Gamma ^{r}{}_{pq}\,{\frac {\partial y^{k}}{\partial x^{r}}}+{\frac {\partial y^{k}}{\partial x^{r}}}\,{\frac {\partial ^{2}x^{r}}{\partial y^{i}\partial y^{j}}}.}
Черта означает систему координат y. Таким образом, символы Кристоффеля не преобразуются как тензор. Они представляют собой более сложный геометрический объект в касательном пространстве с нелинейным законом преобразования от одной системы координат к другой.
Примечание. Можно заметить, например, из определения, что первый индекс является тензорным, то есть по нему символы Кристоффеля преобразуются как тензор.

## Символы Кристоффеля в различных системах координат
Пользуясь выражением символа через метрический тензор, либо преобразованием координат, можно получить значения их в любой системе координат. В механике и физике чаще всего используются ортогональные криволинейные системы координат. В этом случае символы Кристоффеля с равными коэффициентами выражаются через коэффициенты Ламе (диагональные элементы метрического тензора) {\displaystyle H_{\beta }}, а все остальные равны нулю.
Символы Кристоффеля первого рода выражаются так:
{\displaystyle \Gamma _{\beta \beta ,\gamma }=-H_{\beta }H_{\gamma }{\frac {\partial H_{\beta }}{\partial x^{\gamma }}}} при {\displaystyle \beta \neq \gamma ,}
{\displaystyle \Gamma _{\beta \gamma ,\beta }=H_{\beta }{\frac {\partial H_{\beta }}{\partial x^{\gamma }}}.}
Символы Кристоффеля второго рода:
{\displaystyle \Gamma _{\beta \beta }^{\gamma }=-{\frac {H_{\beta }}{H_{\gamma }^{2}}}{\frac {\partial H_{\beta }}{\partial x^{\gamma }}}} при {\displaystyle \beta \neq \gamma ,}
{\displaystyle \Gamma _{\beta \gamma }^{\beta }=\Gamma _{\gamma \beta }^{\beta }={\frac {1}{H_{\beta }}}{\frac {\partial H_{\beta }}{\partial x^{\gamma }}}.}
Значения для распространённых систем координат:
- В декартовой системе координат {\displaystyle \{x,y,z\}}: {\displaystyle \Gamma _{ij}^{k}\equiv 0}, поэтому ковариантная производная совпадает с частной производной.
- В цилиндрической системе координат {\displaystyle \{r,\phi ,z\}}: {\displaystyle \Gamma _{22}^{1}=-r}, {\displaystyle \Gamma _{21}^{2}=\Gamma _{12}^{2}={\frac {1}{r}}}. Остальные равны нулю.
- В сферической системе координат {\displaystyle \{r,\theta ,\phi \}}: {\displaystyle \Gamma _{22}^{1}=-r}, {\displaystyle \Gamma _{33}^{1}=-r\sin ^{2}\theta }, {\displaystyle \Gamma _{21}^{2}=\Gamma _{12}^{2}=\Gamma _{13}^{3}=\Gamma _{31}^{3}={\frac {1}{r}}}, {\displaystyle \Gamma _{33}^{2}=-\cos \theta \sin \theta }, {\displaystyle \Gamma _{23}^{3}=\Gamma _{32}^{3}=\operatorname {ctg} \theta }. Остальные равны нулю.

## Вариации и обобщения
Разница двух аффинных связностей
{\displaystyle \Gamma _{X}Y=\nabla _{X}Y-{\tilde {\nabla }}_{X}Y}
является тензором.
В случае если {\displaystyle {\tilde {\nabla }}} определяется в карте как связность в которой тензорные поля с постоянными компонентами параллельны, кристоффели {\displaystyle \Gamma _{jk}^{i}} являются компонентами полученного тензора {\displaystyle \Gamma }. В этом случае отсутствие кручения у обеих связностей влечёт симметрию тензора 
{\displaystyle \Gamma _{X}Y=\Gamma _{Y}X}.
Можно выбрать другую базовую связность {\displaystyle {\tilde {\nabla }}}.
Например, объявив параллельным произвольное поле ортонормированных реперов; так это делается в методе подвижного репера.
Поскольку в этом случае связность {\displaystyle {\tilde {\nabla }}} может иметь ненулевое кручение, то вообще говоря {\displaystyle \Gamma _{X}Y\neq \Gamma _{Y}X}.
Однако поскольку обе связности римановы,  выполняется другое, не менее полезное соотношение: 
{\displaystyle \langle \Gamma _{X}Y,Z\rangle +\langle Y,\Gamma _{X}Z\rangle =0}.
Иначе говоря {\displaystyle \Gamma } является 1-формой на многообразии со значениями {\displaystyle \Gamma _{X}} в антисимметрических операторах на касательном пространстве.